# لوسي بارفيلد
لوسي بارفيلد (بالإنجليزية: Lucy Barfield)‏ هي راقصة باليه بريطانية، ولدت في 2 نوفمبر 1935، وتوفيت في 3 مايو 2003.